# Eberhard Heinrich Georgii
Eberhard Heinrich Georgii, ab 1807 von Georgii, (* 2. September 1765 in Urach; † 26. Mai 1841 in Stuttgart) war ein württembergischer Offizier und Obertribunaldirektor.

## Leben
Eberhard Heinrich Georgii war der einzige Sohn des Spezialsuperintendenten und Stadtpfarrers in Tübingen Heinrich August Georgii (1732–1797), Sohn von Eberhard August Georgii. Seine beiden Schwestern waren nacheinander mit Immanuel David Mauchart verheiratet.
Ab ca. 1791 bis 1799 war er als Kammerrat und Zucht- und Arbeitshaus-Pfleger zu Ludwigsburg tätig. 1807 wurde er zum Ritter des Civil-Verdienst-Ordens ernannt, was mit dem persönlichen Adelstitel (Nobilitierung) verbunden war.   Im Kriegskollegium war er Kriegsrat. Um 1811 war er im Range eines Majors General-Auditor der württembergischen Armee und damit König Friedrich direkt rechenschaftspflichtig. Gleichzeitig diente er im neu gebildeten Kriegs-Department in der V. Section Recrutierung als vortragender Rat und in der VIII. Section Justiz als Chef jeweils unter Generalmajor Wilhelm von Forstner.  Am 15. März 1813 erfolgte seine Ernennung zum Oberstleutnant mit der gleichzeitigen Abberufung vom Posten des Kasernen-Verwalters zu Ludwigsburg.   Um 1817 war er Obertribunalrat am Obertribunal in Stuttgart unter dem Präsidenten Eberhard Friedrich von Georgii. Später wurde der Oberst Georgii dort noch Obertribunaldirektor.
Er war seit 1787 mit Friederike Henriette Dorothea von Wider (1769–1850) verheiratet und hatte mit ihr den Sohn Eberhard Heinrich (1788–1852), ab 1824 Bergrat, Vater von Emil Wilhelm von Georgii-Georgenau, und eine Tochter.